# Operophtera bruceata
Espèce
Operophtera bruceata est une espèce d'insectes lépidoptères (papillons) appartenant à la famille des Geometridae d'Amérique du Nord. Sa chenille considérée comme ravageuse est appelée Arpenteuse de Bruce.

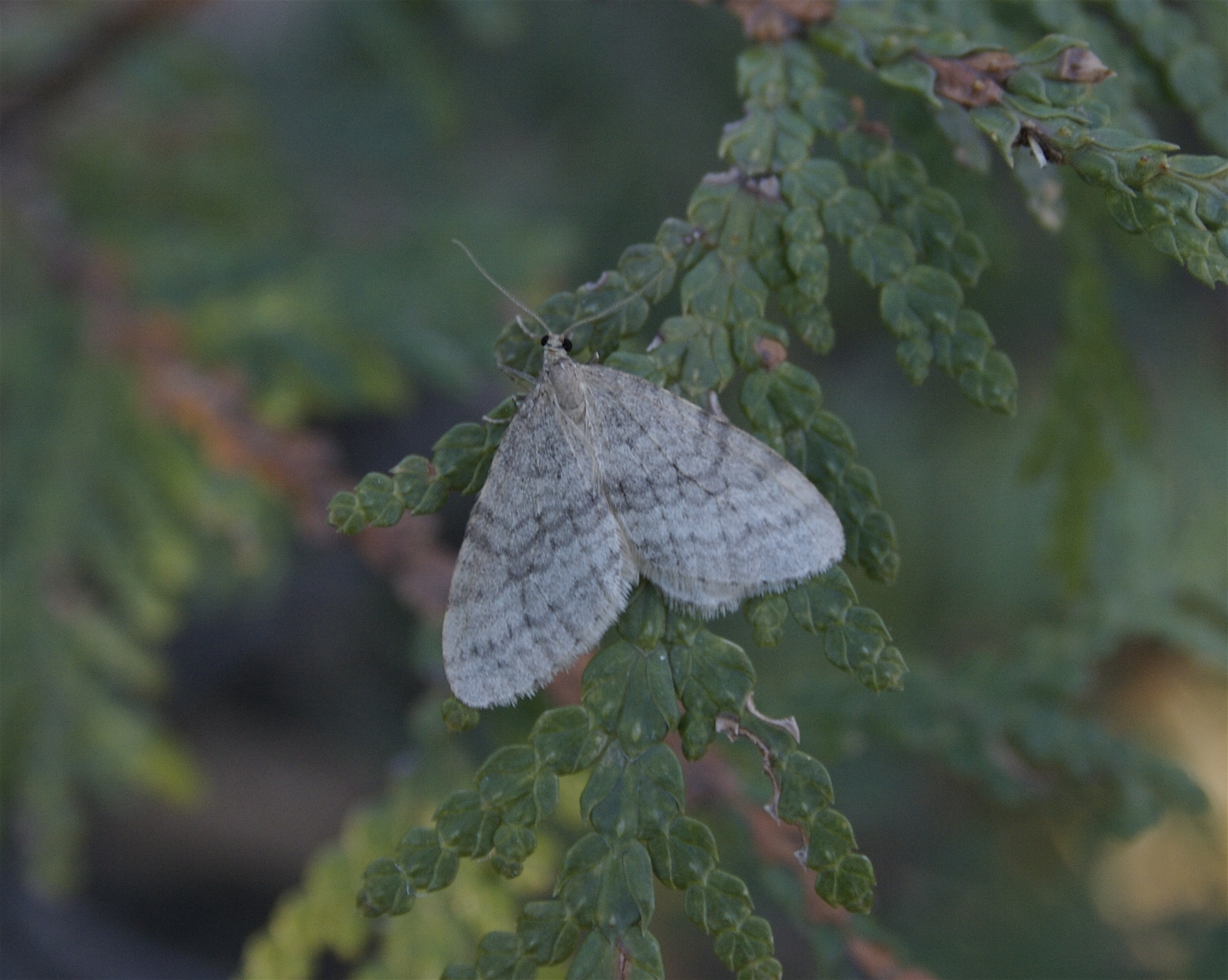
Papillon

## Nourriture
La chenille se nourrit de l'érable à sucre, du hêtre à grandes feuilles, du peuplier faux-tremble, de saules.